# 卡爾納利伊夫卡
46°12′58″N 30°1′37″E / 46.21611°N 30.02694°E
卡爾納利伊夫卡（烏克蘭語：Карналіївка）是位於烏克蘭西南部的村莊，由敖德萨州裡比爾霍羅德-德涅斯特羅夫斯基區的舊科扎切市鎮負責管轄。該村始建於1824年，面積4.68平方公里，2001年人口811，人口密度每平方公里173.29人。